# Чемпионат мира по бегу по пересечённой местности 2000
Чемпионат мира по бегу по пересечённой местности 2000 года прошёл 18-19 марта в городе Виламура (Португалия).
Всего было проведено 4 забега — мужчины (дистанция 12 км), женщины (8 км), а также забеги юниоров (8 км) и юниорок (6 км). Также разыгрывались победители в командном первенстве — складываются четыре лучших результата от страны и по сумме наименьшего времени определялись чемпионы. В командном зачёте среди мужчин победила Кения, среди женщин — Эфиопия.

## Результаты

### Мужчины
| Место | Имя               | Гражданство | Время 0(м:с) |
| ----- | ----------------- | ----------- | ------------ |
| 1     | Мохаммед Мурхит   | Бельгия     | 35:00        |
| 2     | Ассефа Мезгебу    | Эфиопия     | 35:01        |
| 3     | Пол Тергат        | Кения       | 35:02        |
| 4     | Патрик Ивути      | Кения       | 35:03        |
| 5     | Вильберфорс Талел | Кения       | 35:06        |
| 6     | Пол Коэч          | Кения       | 35:22        |
| 7     | Чарльз Камати     | Кения       | 35:51        |
| 8     | Сергей Лебедь     | Украина     | 35:52        |

| Место | Страна                                                                        | Баллы          |
| ----- | ----------------------------------------------------------------------------- | -------------- |
| 1     | Кения · Пол Тергат · Патрик Ивути · Вильберфорс Талел · Пол Коэч              | 18 03 04 05 06 |
| 2     | Эфиопия · Ассефа Мезгебу · Лемма Алемайеху · Тесфайе Тола · Амбессе Толоса    | 68 02 16 23 27 |
| 3     | Португалия · Эдуарду Энрикеш · Домингуш Каштру · Антониу Пинту · Паулу Гуэрра | 69 10 12 22 25 |

### Женщины
| Место | Атлет           | Гражданство    | Время |
| ----- | --------------- | -------------- | ----- |
| 1     | Дерарту Тулу    | Эфиопия        | 25:42 |
| 2     | Гете Вами       | Эфиопия        | 25:48 |
| 3     | Сьюзан Чепкемеи | Кения          | 25:50 |
| 4     | Лидия Черомеи   | Кения          | 26:02 |
| 5     | Пола Рэдклифф   | Великобритания | 26:03 |
| 6     | Лия Малот       | Кения          | 26:09 |
| 7     | Соня О’Салливан | Ирландия       | 26:20 |
| 8     | Мерима Денбоба  | Эфиопия        | 26:23 |

| Место | Страна                                                                 | Баллы          |
| ----- | ---------------------------------------------------------------------- | -------------- |
| 1     | Эфиопия · Дерарту Тулу · Гете Вами · Мерима Денбоба · Айелех Ворку     | 20 01 02 08 09 |
| 2     | Кения · Сьюзан Чепкемеи · Лидия Черомеи · Лия Малот · Рут Кутол        | 23 03 04 06 10 |
| 3     | США · Дина Дроссин · Дженнифер Райнс · Рейчел Заудер · Кимберли Фитчен | 98 12 13 36 37 |